# Jakob Omphal

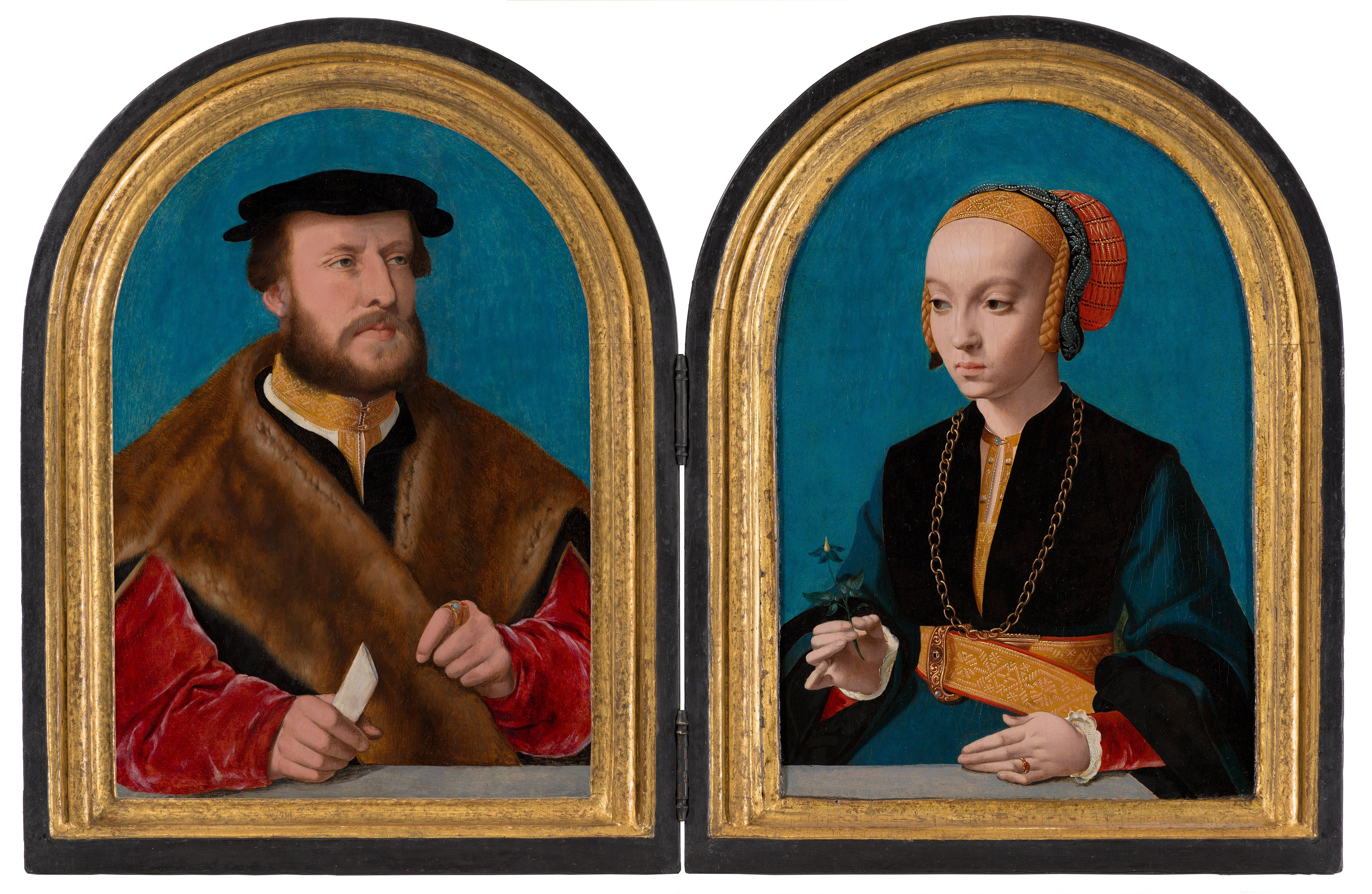
Bartholomäus Bruyn der Ältere, Jakob Opmhal und Elisabeth Bellinghausen, 1538/39, Mauritshuis

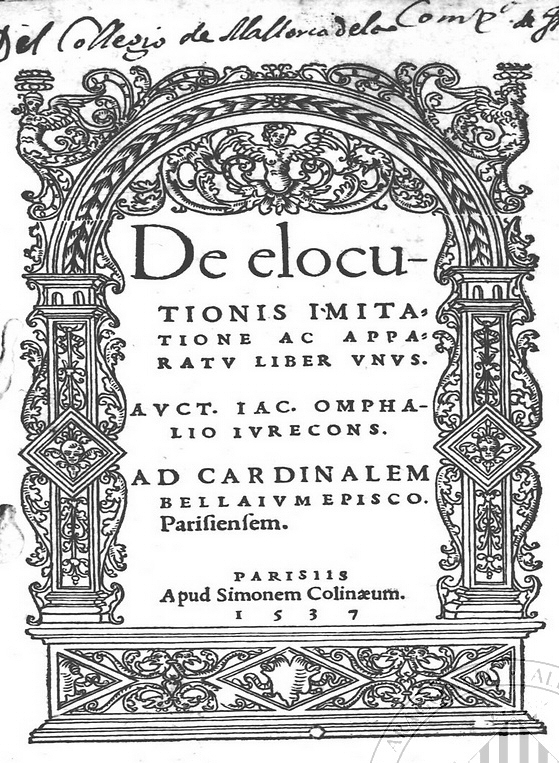
De elocutionis imitatione 1537 von Jakob Omphal

Jakob Omphal von Andernach, lat. Iacobus Omphalius Andernacus (* 11. Februar 1500 in Andernach; † 25. Oktober 1567 in Wiesdorf) war ein deutscher Jurist und kurkölnischer Kanzler.

## Leben und Wirken
Jakob Omphal kam am 11. Februar 1500 als Sohn des Bernd von Omphal und der Hermine von Büren in kurkölnischen Andernach zur Welt. Die Familie des Vaters gehörte zum Patriziat in Andernach. „Omphalius“ als gräko-latinisierte Namensform wurde erst durch Jakob Omphal selbst verwendet, ein Zeichen seiner Zeit und seiner humanistische Bildung; der deutsche Familienname ist nicht bekannt, von der griechischen Wortbedeutung (ὀμφαλός - omphalós) her könnte es „Nabel“, „Nabe“ oder „Nave“ gewesen sein. In den Aufzeichnungen der Stadt aus dem 14. und 15. Jahrhundert wird der Name „Speychnaven“ und „Speychennaefe“ mehrfach erwähnt.
Omphal besuchte die Andernacher Lateinschule, studierte an den Universitäten in Köln und Utrecht Jurisprudenz und setzte seine Studien wahrscheinlich in Löwen fort. 1529 und 1530 promovierte er an der Universität Sorbonne in Paris zum Magister des Jurisprudenz. Im Jahre 1532 vertrat er als Prokurator die Deutsche Nation in Paris und hatte einen regen Briefwechsel zu den Humanisten jener Zeit wie Erasmus von Rotterdam, Joseph Justus Scaliger, Bonifacius Amerbach oder Ulrich Zasius. Drei Jahre später promovierte er in Toulouse.
Nach insgesamt sieben Jahren in Frankreich kehrte er 1537 nach Deutschland zurück, um für Kurköln eine Assessorenstelle am Reichskammergericht in Speyer anzutreten, wo er den späteren Reichsvizekanzler Georg Sigmund Seld kennenlernte. Am 8. Februar 1539 heiratete Jakob Omphal Elisabeth von Bellinghausen in Köln, deren Vater Kölner Stadtsyndikus war und mit der er sechs überlebende Kinder hat. Bereits im nächsten Jahr wurde er mit Hilfe seines Schwiegervaters in den Hofrat von Kurköln aufgenommen.
In dieser Zeit trat er in enge Verbindung mit Hermann Graf von Wied, der gleichzeitig Kurfürst und Erzbischof von Köln war und 1543 reformatorische Neuerungen im Erzbistum Köln erfolglos einführte. Jakob Omphal vertrat Kurköln deshalb auf dem Reichstag 1544 und später seinen Kurfürsten und Erzbischof, als dieser 1546 exkommuniziert und 1547 von Karl V. zur Abdankung gezwungen wurde.

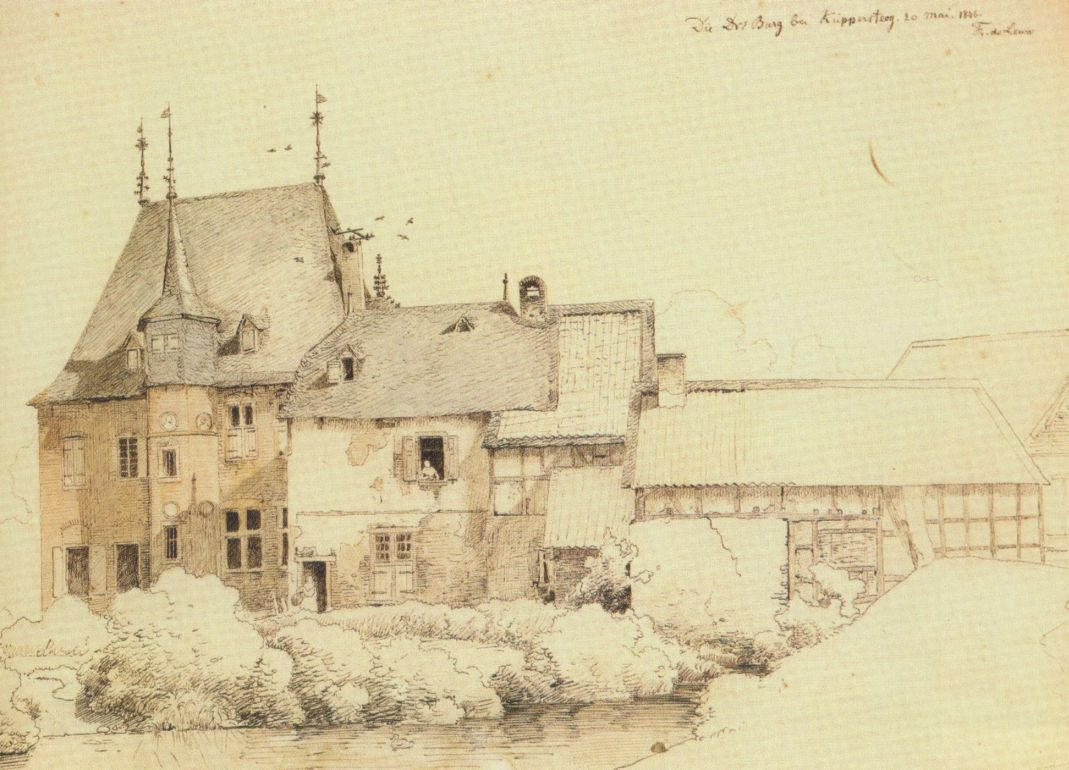
Die Doktorsburg im 19. Jahrhundert

Jakob Omphal war mittlerweile 1545 kurkölnischer Kanzler geworden und trat 1551 in die Dienste des Herzogs Wilhelm V. von Jülich-Kleve-Berg. Als dessen Rat nahm er an den Reichs- und Deputationstagen 1556 und 1557/58 teil. Seit 1500 war das Heilige Römische Reich in ursprünglich sechs Reichskreise eingeteilt, später kamen vier weitere dazu, darunter auf Veranlassung seines Herzogs 1559 der Reichskreis Niederrhein-Westfalen, für das Jakob Omphal das Amt des Syndikus innehatte und darum noch im demselben Jahr geadelt (Nobilitierung in den Reichsadel) werden musste, um Etiketten- und Zeremonienstreitigkeiten wegen seiner Person zu vermeiden.
Nach einem Reitunfall im Jahre 1562 zog sich Jakob von Omphal von der Politik nach Haus Büchel in Wiesdorf zurück, das er sich 1540 als Landgut erworben hatte. Dort starb er im Alter von 67 Jahren am 25. Oktober 1567 und wurde in der Wiesdorfer Kirche beigesetzt. Das Anwesen, das nach ihm Doktorsburg genannt wird, blieb über hundert Jahre im Besitz seiner Familie, das Herrenhaus besteht nach Neuaufbau 1682 durch Freiherrn von Merode, Komtur des Deutschen Ordens, heute noch. 1910 ging es an die Gemeinde Wiesdorf. Eine Portraitmedaille von Jakob von Omphal ist im Kölnischen Stadtmuseum zu finden.

## Werke (Auswahl)
- Prolegomena in nobilem illam M. T. Ciceronis pro Aulo Caecina orationem, 1535 - Vorbemerkungen zu jener noblen Rede M. T. Ciceros für Aulus Caecina
- T. Maccii Plauti Comoediae aliquot selectiores ex multis exemplaribus collatis, Paris 1537 - Einige aus vielen gesammelten Exemplaren gewählte Komödien des T. Maccius Plautus
- De elocutionis imitatione ac apparatu, Simon Colinaeus, Paris 1537; Joh. Birckmann & Theo. Baum, Köln 1567, 1580 - Über der Diktion Nachahmung und Aufwendung (Rhetorikwerk)
- De suspicienda reipublicae propugnatione, 1538 - Über die hochzuachtende Verteidigung des Staates
- Epistolae de dissidiis religionis, 1539 - Briefe über die uneinigen Religionen
- De usurpatione legum et eorum studiis, qui iurisprudentiae professionem sibi sumunt, 1550 - Über den Gebrauch der Gesetze und deren Studien, die sich im Fach der Rechtswissenschaft widerspiegeln.
- De officio et potestate principis in republica bene ac sancte gerenda, Basel 1550 - Über Amt und Macht des Fürsten in einem wohl und heilig zu führenden Staate
- De civili politia libri III, Köln 1563 - Über den bürgerlichen Staat drei Bücher
- Nomologia, qua eloquendi ac disserendi ratio ad vsum forensem ciuiliumque causarum procurationem, pergrata studiorum omnium utilitate, Paris 1579